# René Taupin
René Taupin (1905 – 13. února 1981) byl francouzský překladatel, kritik a akademik, který žil většinu svého života ve Spojených státech a je znám především jako vedoucí katedry románských jazyků na Hunter College.

## Život
René Taupin se přistěhoval do Spojených států ve dvacátých letech 20. století. Učil na soukromé vysoké škole Haverford College v Pensylvánii a na Columbia University, soukromé univerzitě v New Yorku. Ve 30. letech 20. století začal vyučovat na Hunter College. V roce 1954 byl jmenován vedoucím katedry románských jazyků na Hunter College. Na této vysoké škole zůstal až do svého odchodu do důchodu v roce 1968. Poté odešel do Paříže, kde strávil posledních 13 let svého života. Zemřel ve věku 76 let. Jeho manželka Sidonie jej přežila.

## Kariéra
Své stěžejní dílo napsal Taupin v roce 1929. V této práci srovnával projev básníků symbolistů a imagistů. Srovnával různá použití metafor, upozorňoval na to, že potěšení z jejich poezie není jen uspokojením z toho, že krůček po krůčku postupně něco objevujeme, nýbrž že se chopíme jediného nárazem, v jeho plné vitalitě, obrazu, ve fúzi mezi realiou a slovy a uzavírá: mezi obrazem Imagisty a 'symbolem' symbolistů je rozdíl pouze v přesnosti. Taupin si dopisoval s Ezrou Poundem a byl spolupracovníkem Louise Zukofského (který také si také dopisoval s Poundem). Zukofsky a Taupin plánovali vydávat periodikum La France en liberté, ale jejich plány se nikdy neuskutečily.
Indiana University (veřejná universita ve státě Indiana, USA) vlastní korespondenci mezi Taupinem a Zukofskym.
Profesor na Boston College a americký básník Paul Mariani řekl o Taupinovi, že je pro nás hořkou pilulkou, kterou bychom měli spolknout, protože podle něho Američané vypadají spíše negativně.

## Práce

### Knihy
- The Influence of French Symbolism on Modern American Poetry (1986), Ams Studies in Modern Literature, ISBN 0-404-61579-1
- The Writing of Guillaume Apollinaire/Le Style Apollinaire: Le Style Apollinaire (1934), with Louis Zukofsky, Sasha Watson, Jean Daive, and Serge Gavronsky, Univ Press of New England, ISBN 0-8195-6620-9; (Hardcover ISBN 0-8195-6619-5)

### Eseje
- Essais Indifferents Pour Une Esthetique, with by Bettina L. Knapp, and Hannah K. Charney, Peter Lang Pub Inc, ISBN 0-8204-0414-4